# Římskokatolická farnost Brno-Lesná
Římskokatolická farnost Brno-Lesná je územní společenství římských katolíků v rámci brněnského děkanství brněnské diecéze.

## Historie farnosti

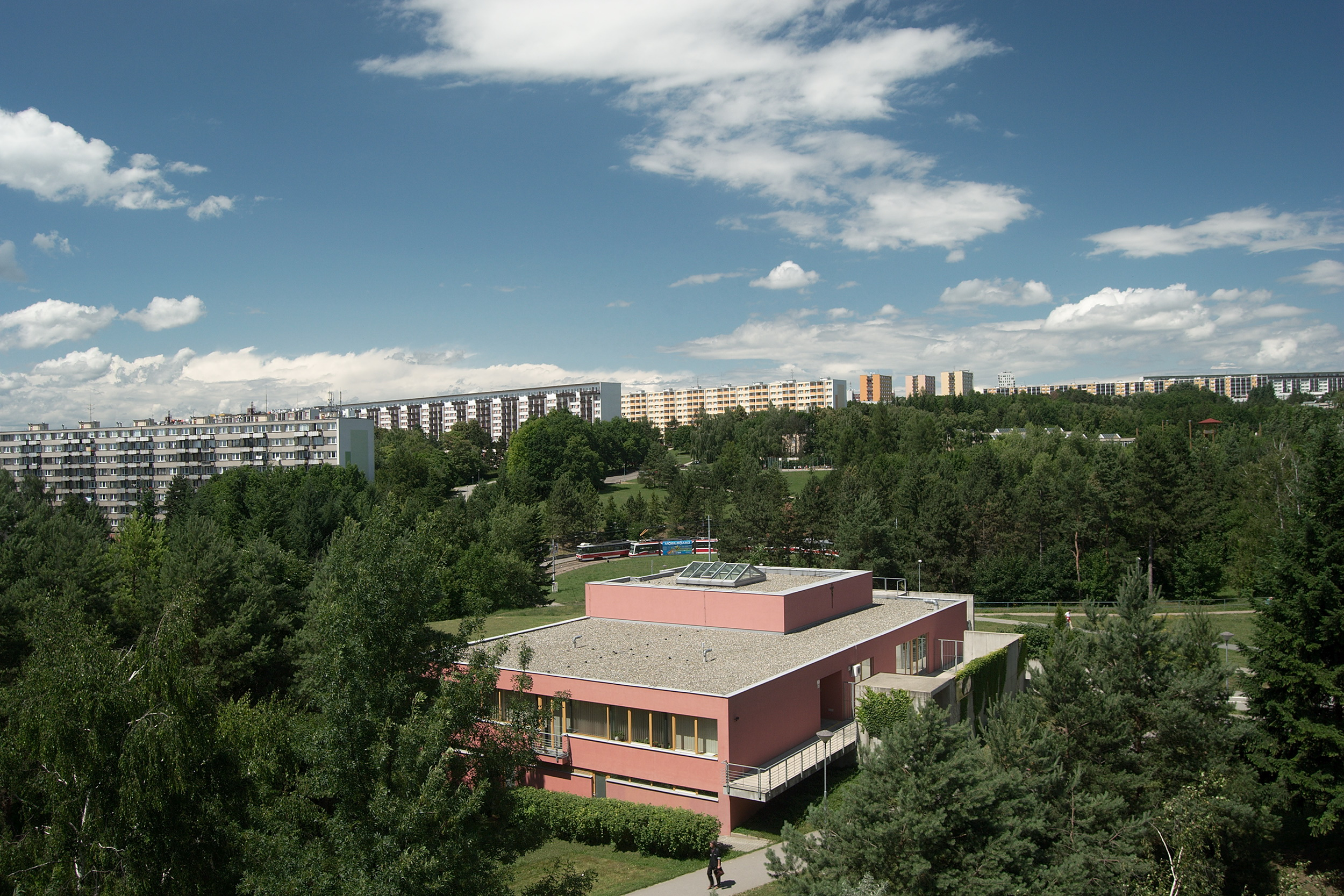
Původní Duchovní centrum P. Martina Středy a blahoslavené Marie Restituty (2011)

Vznik farnosti souvisí s výstavbou Duchovního centra P. Martina Středy a blahoslavené Marie Restituty na brněnském sídlišti Lesná. Toto centrum požehnal brněnský biskup Vojtěch Cikrle 2. října 2004. Farnost byla ustavena 1. ledna 2005, vznikla vyčleněním z farností Brno-Královo Pole a Brno-Husovice. Součástí farnosti se kromě vlastní Lesné staly také Soběšice, které ale byly k 1. lednu 2013 přičleněny zpět k Husovicím.
Po léta farnost na Lesné neměla vlastní kostel, pro bohoslužby využívala pouze sál Duchovního centra. Sbírky na vlastní chrám začaly již na začátku 90. let 20. století, stavba kostela blahoslavené Marie Restituty v těsné blízkosti Duchovního centra začala v září 2017. Dokončena byla v květnu 2020, avšak slavnostní požehnání muselo být z důvodu koronavirové pandemie odloženo až na září 2020, kdy jej požehnal pomocný biskup Pavel Konzbul.

## Duchovní správci
Farářem byl od 15. listopadu 2005 R. D. Mgr. Pavel Hověz. Působí zde také výpomocný duchovní R. D. Karel Cikrle (bratr brněnského biskupa Vojtěcha Cikrleho) a trvalý jáhen Doc. Mgr. Ing. Jiří Maxa. Od září 2021 se stal farářem farnosti R. D. Mgr. František Vavruša.

## Bohoslužby
| Kostel                                             | Místo       | Bohoslužba (den)                                 | Hodina                                                                               | Poznámka           |
| -------------------------------------------------- | ----------- | ------------------------------------------------ | ------------------------------------------------------------------------------------ | ------------------ |
| Kostel bl. Marie Restituty                         | Brno-Lesná  | neděle pondělí úterý středa čtvrtek pátek sobota | 8.00, 10.00 18.00 7.00 (v 17.00 adorace) 18.00 7.00 (pak do 9.00 adorace) 18.00 8.00 | farní kostel       |
| Kaple sv. Ludmily (Domov pro seniory, Okružní ul.) | Brno-Lesná  | pátek                                            | 16.00                                                                                | oratorium v domově |
| Kaple sv. Antonína                                 | Brno-Sadová | nepravidelně dle ohlášení                        | nepravidelně dle ohlášení                                                            | kaple              |

## Aktivity ve farnosti
Den vzájemných modliteb farností za bohoslovce a bohoslovců za farnosti brněnské diecéze i Adorační den připadá na 29. října.
Ve farnosti se pravidelně koná tříkrálová sbírka, šestkrát do roka vycházel časopis Srdíčko, společný pro brněnské římskokatolické farnosti Husovice, Lesná, Soběšice a Obřany.
Ve farnosti se pravidelně koná tříkrálová sbírka, v roce 2015 se při ní vybralo 70 582 korun. Při sbírce v roce 2016 se vybralo 75 265 korun.
Ve farnosti se pravidelně koná farní ples, společně s královopolskou farností.
Od roku 2012 vydává farnost stolní kalendář s katolickými slavnostmi i svátky. Kalendář propaguje aktivity duchovního centra, zároveň představuje dárek dobrodincům. Čtyřikrát připomínal mučedníky církve v totalitních dobách, v roce 2019 byl tématem humor, kalendář na rok 2020 obsahuje kresby vzácných kostelů a kaplí od Jana Heráleckého.
Šestkrát ročně pořádá farnost na Velehradě víkendovou duchovní obnovu pro mládež včetně novoroční noci.